# سان ميشيل يونايتد
سان ميشيل يونايتد هو فريق كرة قدمسيشيلي متمركز في فيكتوريا, أسس سنة 1993 و ينشط في دوري الدرجة الأولى السيشلي في ملعب لينيتي يدربه حاليا السيشيلي رودي فكتور.

## تاريخ النادي
تم تأسيس الفريق سنة 1993 بعد تقسيم فريق كرة القدم لإنس أو بان إلى فريقين، في السنة التالية حقق المركز الرابع وبعدها الثاني، وفي سنة 1996 حقق أول لقب بطولة له.
سيطر الفريق حتى سنة 2003 على البطولة السيشيلية وبعد ثلاث سنوات من دون القاب عاد إلى مستواه تحت إدارة المدرب رالف جان لوي معتمدا على لاعبيه الدوليين مثل الحارس نيلسون سوفا و المهاجم فيليب زيالور.

## البطولات

### بطل سيشل
1996, 1997, 1999, 2000, 2002 , 2003, 2007, 2008, 2010, 2011 ,2012.

### كأس سيشل
1997, 1998, 2001, 2006, 2007, 2008, 2009, 2011, 2013, 2014, 2016.

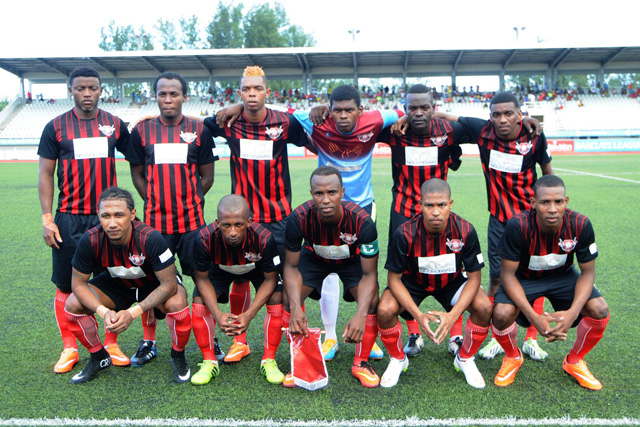
نادي سان ميشل, فريق 2015

## مشاركات أفريقية

### رابطة ابطال أفريقيا
9 مشاراكات: 1997 – 1998 –2000 –2001 –2004 – 2008 – 2011 –2013 –2015

### كأس الكونفيدرالية الأفريقية
مشاركة واحدة : 2017

## وصلات خارجية
صفحة الفريق على سوكر واي